# سی‌سی‌سی–اسپراندی–پولکوویتسه
سی‌سی‌سی–اسپراندی–پولکوویتسه (به لهستانی: CCC–Sprandi–Polkowice) یک تیم دوچرخه‌سواری در کشور لهستان است.
این تیم که در سال ۲۰۰۰ تأسیس شده در تورهای قاره‌ای دوچرخه‌سواری شرکت می‌کند.